# Warren Hunt (cầu thủ bóng đá)
Warren David Hunt (sinh ngày 2 tháng 3 năm 1984) là một cầu thủ bóng đá người Anh thi đấu ở vị trí tiền đạo cho Sholing.
Hunt sinh ra ở Portsmouth. Ban đầu anh kí hợp đồng với Portsmouth, nhưng chưa bao giờ ra sân. Warren thi đấu cho Leyton Orient ở Football League.